# Dolly Style
Dolly Style est un groupe pop suédois, créé par Emma Nors et Palle Hammarlund. Formé en 2014, le groupe est composé de quatre femmes dont les noms de scène sont Molly (rose), Holly (bleu), Polly (violet) et Yolly (jaune). Le groupe s'inspire de la culture japonaise, notamment du fairy kei, gyaru et du lolita.
Le groupe est connu pour avoir participé au Melodifestivalen, la sélection nationale suédoise pour le Concours Eurovision de la chanson, à quatre reprises : en 2015 avec Hello Hi, en 2016 avec Rollercoaster, en 2019 avec Habibi et en 2025 avec Yihaa. 

## Histoire
Dolly Style a été formé à l'été 2014 par Emma Nors et Palle Hammarlund. Nors et Hammarlund avaient déjà collaboré avec les membres originales Carolina Magnell (Molly), Alexandra Salomonsson (Holly) et Emma Pucek (Polly) sur des projets précédents. Elles ont ensuite contacté l'auteur-compositeur et producteur Jimmy Jansson. Il a produit la chanson Hello Hi, son premier single. En 2015, le groupe a sorti deux singles, Cherry Gum et Upsy Daisy.

## Discographie
Singles
- Hello Hi (2015)
- Cherry Gum (2015)
- Upsy Daisy (2015)
- Rollercoaster (2016)
- Unicorns & Ice Cream (2016)
- Young & Restless (2016)
- Tänd ett ljus (2016)
- Bye Bye Bby Boo (2017)
- Moonlight (2017)
- L-O-V-E (2018)
- Habibi (2019)
- Yihaa (2025)